# Saint-Cirgues-de-Jordanne
Saint-Cirgues-de-Jordanne (okzitanisch: Sant Cirgue de Jordana) ist ein französischer Ort und eine Gemeinde mit 139 Einwohnern (Stand: 1. Januar 2022) im Département Cantal in der Region Auvergne-Rhône-Alpes. Die Gemeinde gehört zum Arrondissement Aurillac und zum Kanton Vic-sur-Cère. 

## Lage
Saint-Cirgues-de-Jordanne gehört zur historischen Region des Cantalès und liegt etwa 17 Kilometer nordöstlich vom Stadtzentrum von Aurillac. Umgeben wird Saint-Cirgues-de-Jordanne von den Nachbargemeinden Saint-Projet-de-Salers im Norden, Mandailles-Saint-Julien im Nordosten, Thiézac im Osten und Südosten sowie Lascelle im Süden und Westen.

## Bevölkerungsentwicklung
| Jahr                       | 1962 | 1968 | 1975 | 1982 | 1990 | 1999 | 2006 | 2011 | 2016 |
| Einwohner                  | 285  | 293  | 249  | 223  | 199  | 176  | 151  | 137  | 133  |
| Quellen: Cassini und INSEE |      |      |      |      |      |      |      |      |      |

## Sehenswürdigkeiten
- Kirche Saint-Cyr-Sainte-Julitte aus dem 12. Jahrhundert, seit 1986 Monument historique

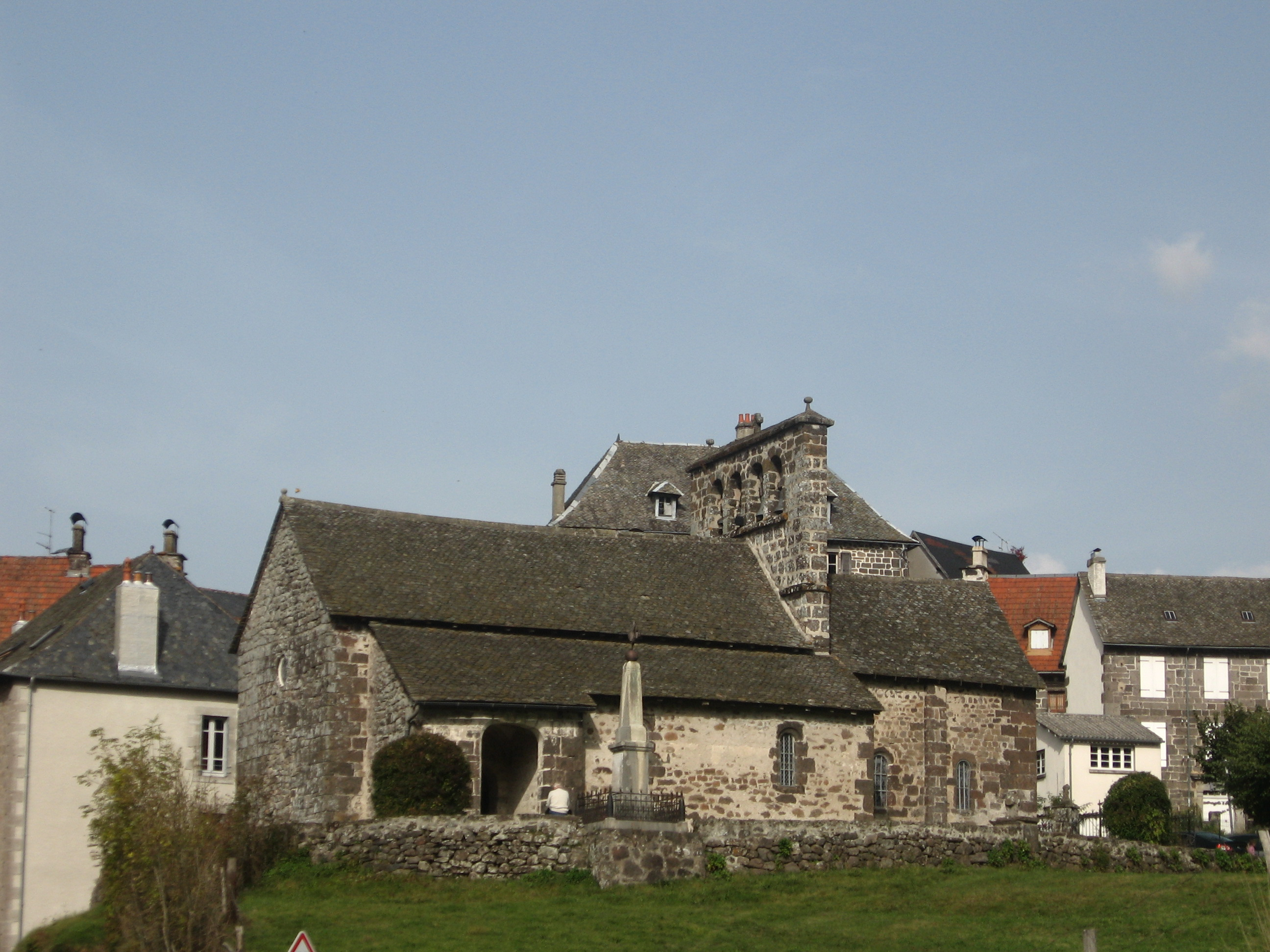
Kirche Saint-Cyr-Sainte-Julitte